# Huszár Lajos (őrnagy)
Báró kövesdi Huszár Lajos (Kapjon, 1814. március 15. – Szilágysomlyó, 1877. augusztus 15. honvéd őrnagy. Báró kövesdi Huszár József földbirtokos nagyapja, akit 1958-ban a Szoboszlay Aladár-féle szervezkedésben való részvételéért halálra ítélték és kivégezték. 

## Életútja
Báró Huszár József Doboka vármegyei földbirtokos és gróf Mikes Mária fia. 1829-1831 között a bécsi hadmérnöki akadémián tanult. 1831-1836 között a magyar nemesi testőrségnél szolgál Bécsben, majd erdélyi birtokán gazdálkodik. Felesége Bousiard, Terézia.
1848. szeptember 11.-től Kraszna vármegye nemzetőr őrnagya. Részt vett a román felkelők elleni harcokban, majd 1849. június 14.-én Vetter Antal altábornagy, délvidéki hadsereg főparancsnokának törzséhez osztják be.
1867/1868-ben a Kraszna vármegyei Honvédegylet elnöke, egy ideig a vármegye főpénztárnoka. Meghalt Szilágysomlyón, 1877. augusztus 15.-én. 